# Microbates cinereiventris
Microbates cinereiventris е вид птица от семейство Polioptilidae.

## Разпространение
Видът е разпространен в Боливия, Венецуела, Гвиана, Еквадор, Колумбия, Коста Рика, Никарагуа, Панама, Перу, Суринам и Френска Гвиана.